# Maranta bracteosa
Maranta bracteosa là một loài thực vật có hoa trong họ Marantaceae. Loài này được Petersen ex Warm. mô tả khoa học đầu tiên năm 1889.